# Torsk på Tallinn
Torsk på Tallinn - En liten film om ensamhet est un téléfilm réalisé par Tomas Alfredson, diffusé en 1999. Ce film a été primé au Festival international du film de San Francisco.

## Synopsis
Percy Nilegård (en), entrepreneur raté, organise un voyage à Tallinn pour que des hommes célibataires suédois rencontrent des Estoniennes.

## Fiche technique
- Titre original : Torsk på Tallinn - En liten film om ensamhet
- Réalisation : Tomas Alfredson
- Scénario : Robert Gustafsson, Jonas Inde, Andres Lokko, Martin Luuk, Johan Rheborg, Henrik Schyffert
- Directeur de la photographie : Leif Benjour
- Montage :  Tomas Alfredson, Bengt Johansen
- Pays d'origine :  Suède
- Lieux de tournage : Lidingö, Stockholm, Tallinn
- Sociétés de production : Sveriges Television
- Longueur : 59 minutes
- Dates de sortie : 
  -  Suède : 22 avril 1999
- Genre : Comédie

## Distribution
- Robert Gustafsson
- Johan Rheborg
- Jonas Inde
- Tőnu Kark
- Lena Söderblom

## Source de la traduction
- (en) Cet article est partiellement ou en totalité issu de l’article de Wikipédia en anglais intitulé « Screwed in Tallinn » (voir la liste des auteurs).